# Людина-павук: Крізь Всесвіт
«Людина-павук: Крізь Всесвіт» (англ. Spider-Man: Across the Spider-Verse) — комп'ютерно-анімаційний супергеройський фільм 2023 року, оснований на персонажі Marvel Comics Майлзі Моралесі, вироблений студіями Sony Pictures Animation і Columbia Pictures спільно з Marvel Entertainment. Продовження мультфільму 2018 року «Людина-павук: Навколо всесвіту». Режисерами фільму виступатимуть Хоакім Дос Сантос, Кемп Паверс та Джастін Томпсон за сценарієм Дейва Калагама, Філа Лорда та Крістофера Міллера. У озвучуванні фільму візьмуть участь Шамейк Мур, Джейк Джонсон, Гейлі Стайнфельд, Ісса Рей.
Sony розпочала розробку продовження фільму ще до виходу першого фільму 2018 року, до якого були призначені сценаристи та режисери. Він буде присвячений відносинам між Моралесом та Ґвен Стейсі. Офіційно фільм був анонсований у листопаді 2019 року, а розробка розпочалася у червні 2020 року[⇨].
Світова прем'єра фільму «Людина-павук: Крізь Всесвіт» відбулася 30 травня 2023 року в Regency Village Theatre, вихід у США відбувся 2 червня 2023 року. В Україні прем'єра відбулася 1 червня 2023 року. Як і його попередник, фільм отримав загальне визнання критиків. У світовому прокаті фільм зібрав 619,4 млн доларів, з бюджетом у 100 млн доларів, перевершивши першу частину. Прем'єра третього фільму «Людина-павук: За межами Всесвіту» запланована на 29 березня 2024 року. Також розробляється додатковий фільм, який буде присвячений жінкам-павукам.

## Сюжет
Через шістнадцять місяців після знищення колайдера Гвен Стейсі на Землі-65 намагається виправдати сподівання свого батька, який не знає, що вона Жінка-павук. Він полює на неї, оскільки вважає її причиною смерті Пітера Паркера у цьому всесвіті. Одного разу вночі, почувши про зловмисника в музеї Гуггенхайма, вона випереджаючи поліцію натрапляє на Стерв'ятника в стилі Ренесансу, який потрапив в цей світ з альтернативного всесвіту через аномалію.
З паралельних світів прибули Міґель О'Гара та Джессіка Дрю та допомогли спіймати Стерв'ятника. Вони забирають його щоб повернути у рідний світ. В ході сутички батько Гвен опиняється у музеї і дізнається, що Жінка-павук це його донька. На хвилі емоцій офіцер намагається заарештувати її. Дрю пропонує О'Гарі, щоб Гвен приєдналася до «Товариства павуків», на що той з неохотою погоджується. Вони втрьох залишають Землю-65. Тим часом Повернувшись на Землю-1610, Майлз Моралес адаптується до ролі Людини-павука, а також намагається виправдати очікування своїх батьків. У день оцінювання в школі з батьками він відвідує мінімаркет, де зустрічає Пляму — вченого, який отримав портали на своєму тілі після вибуху колайдера.
Після короткої битви Майлз перемагає Пляму, але той зміг втекти. Невдовзі вони знову стикаються поряд з місцем вибуху колайдера. В ході битви Пляма випадково переніс себе у міжвимірну порожнечу. Він починає подорожувати в інші всесвіти, де є такі ж колайдери енергію яких він хоче поглинути і стати сильнішим. Невдовзі Гвен через портал прибуває на Землю-1610 шукаючи сліди Плями. Вона зустрічається з Майлзом і вони подорожують містом. Джесіка Дрю зв'язується з Гвен і наказує їй залишити Майлза, щоб протистояти Плямі, але без їх відома Майлз слідує за ними. Переслідуючи злодія герої опиняються у Мумбаттані на Землі-50101. Там з Павітром Прабхакаром та Хобартом Брауном вони намагаються завадити Плямі поглинути енергію колайдера. Останній значно краще опанувавши свою суперздібність поглинає енергію стаючи значно сильнішим і нестабільним. Він погрожує помстою Майлзу Моралесу та його родині. Вчинивши хаос у місті він тікає.
Мумбаттан починає розвалюватися через зрив «канонічної події» після того, як Майлз рятує капітана, який виявляється батьком дівчини Прабхакара. Члени «Товариства павуків» прибувають, щоб оцінити шкоду, нанесену аномалією, тоді як Майлз, Гвен, Прабхакар та Браун вирушають до штаб-квартири на Землі-928, де проживають сотні варіантів Людини-павука. Вони зустрічаються з О'Гарою, який каже Майлзу, що він ризикує знищити мультивсесвіт, оскільки Майлз не повинен був бути в Мумбаттані; хоча Пітер Б. Паркер прибув, щоб захистити Майлза зі своєю дочкою Мейдей, О'Гара пояснює, як працює «канон» в історії кожної Людини-павука, і що всі Люди-павуки повинні понести жертви, щоб зберегти стабільність мультивсесвіту.
Майлз усвідомлює, що його батько став капітаном і що його смерть від рук Плями є «канонічною подією», а тому тікає, щоб врятувати його. Мігель О'Гара наказує всім людям-павукам затримати Майлза. Після довгої погоні О'Гара наздоганяє Майлза та каже йому, що він ніколи не повинен був стати Людиною-павуком, а павук, який його вкусив, насправді був з альтернативного всесвіту, що робить Майлза першою канонічною аномалією. Майлз виривається, повертаючись у рідний світ, щоб врятувати свого батька. Розглядаючи Гвен як перешкоду, О'Гара виганяє її з «Товариства павуків» і відправляє назад до її всесвіту. Коли вона розуміє, що її батько пішов у відставку з посади капітана поліції, Гвен вважає, що канонічні події можна переписати, і вирішує знайти Майлза. Гвен йде, використовуючи контрабандний годинник, який Браун подарував батькові. Повернувшись у свою квартиру, Майлз відкриває своїй матері, що він — Людина-павук, але вона не знає хто це взагалі такий. Після розмови Майлза починає «глючити» і він усвідомлює, що перебуває в іншому вимірі (Земля-42), з якого і був павук, який його вкусив. В цьому всесвіті його батько вже помер та немає Людини-павука. Потім Майлз зустрічає свого покійного (на Землі-1610) дядька Аарона. Коли вони пішли на дах будинку, Майлза відправляє у нокаут незнайомець.
Аарон допитує Майлза про те, хто ж він такий насправді. Майлз розуміє, що Аарон не є Бродягою, а потім він зустрічається з Майлзом Землі-42, який і є Бродягою в цьому світі. О'Гара, Дрю та Бен Рейлі прибувають, щоб знайти Майлза на Землі-1610 саме тоді, коли Пляма прибуває, щоб убити батька Майлза. Після розмови з Ріо та Джефферсоном на Землі-1610 Гвен збирає команду з Пітером, Мейдей, Прабхакаром, Брауном, Марґо Кесс, Нуар Людиною-павуком, Пені Паркер та Свин-павуком, щоб знайти Майлза.

## Ролі озвучували
| Оригінальне озвучення | Дійова особа                      |
| --------------------- | --------------------------------- |
| Шамейк Мур            | Майлз Моралес / Людина-павук      |
| Гейлі Стайнфельд      | Гвен Стейсі / Гвен-павук          |
| Оскар Айзек           | Міґель О'Гара / Людина-павук 2099 |
| Джейк Джонсон         | Пітер Паркер / Людина-павук       |
| Джейсон Шварцман      | Джонатан Онн / Пляма              |
| Енді Семберг          | Бен Рейлі / Червоний Павук        |
| Денієл Калуя          | Гобарт Браун / Панк-павук         |
| Ісса Рей              | Джессіка Дрю / Жінка-павук        |
| Каран Соні            | Павітр Прабхакар / Людина-павук   |
| Амандла Стенберг      | Марґо Кесс / Spider-Byte          |
| Магершала Алі         | Аарон Девіс / Бродяга             |
| Браян Тайрі Генрі     | Джефферсон Моралес                |
| Лорен Велес           | Ріо Моралес                       |
| Шей Віґем             | Джордж Стейсі                     |
| Джорма Такконе        | Стерв'ятник                       |

## Український дубляж
| Актор                     | Дійова особа                                                         |
| ------------------------- | -------------------------------------------------------------------- |
| Валентин Музиченко        | Майлз Моралес / Людина-павук                                         |
| Антоніна Хижняк           | Гвен Стейсі / Гвен-павук                                             |
| Роман Чорний              | Міґель О'Гара / Людина-павук 2099                                    |
| В'ячеслав Дудко           | Джефферсон Девіс                                                     |
| Назар Задніпровський      | Пітер Б. Паркер / Людина-павук                                       |
| Юрій Кудрявець            | Джонатан Онн / Пляма                                                 |
| Дмитро Рассказов          | Гобі Браун / Панк-павук                                              |
| Петро Сова                | Джордж Стейсі                                                        |
| Олександр Погребняк       | Павітр Прабхакар / Людина-павук / Павук-Індія                        |
| Катерина Качан            | Джессіка Дрю / Жінка-павук                                           |
| Наталя Романько-Кисельова | Ріо Моралес                                                          |
| Олена Узлюк               | Міс Вебер                                                            |
| Марія Єременко            | Ліла                                                                 |
| Андрій Самінін            | Стерв'ятник                                                          |
| Андрій Мостренко          | Аарон                                                                |
| Юлія Перенчук             | Мері Джейн Вотсон                                                    |
| Роман Солошенко           | Ленні                                                                |
| Юлія Шаповал              | Марґо Кесс                                                           |
| Володимир Гурін           | Неймовірна Людина-павук / Грандіозна Людина-павук, Лего Людина-павук |

- Студія: Le Doyen Studio
- Перекладачка: Катерина Щепковська
- Режисерка дубляжу: Ольга Фокіна
- Звукорежисер: Альона Шиманович
- Звукорежисер перезапису: Олег Кульчицький

А також: Наталія Денисенко, Артур Проценко та інші.

## Виробництво

### Розробка

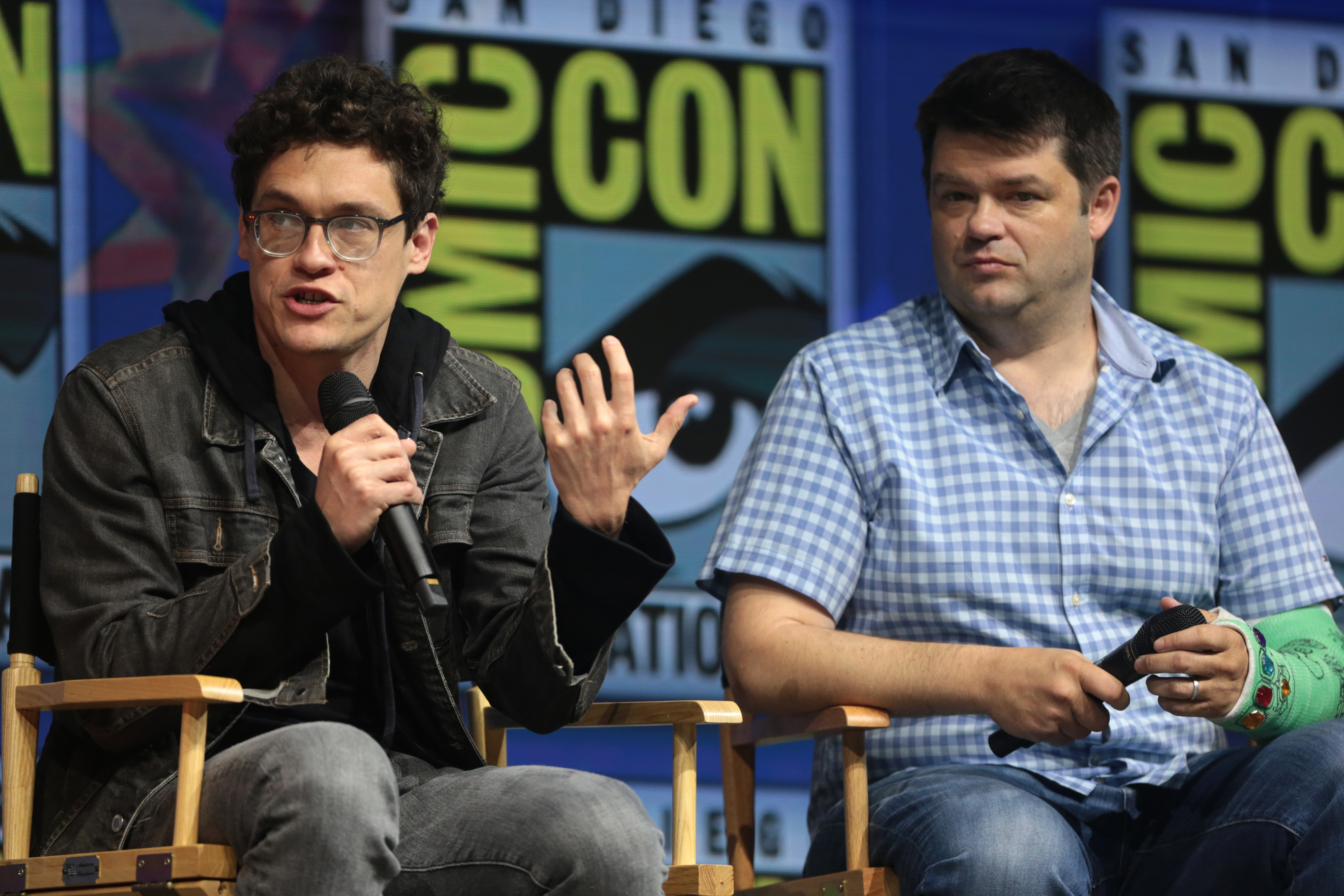
Філ Лорд та Крістофер Міллер — співавтори та продюсери

У листопаді 2018 року, за місяць до виходу «Людини-павука: Навколо всесвіту», «Sony Pictures Animation» розпочала розробку продовження фільму, через неймовірний галас навколо проєкту. Хоакім Дос Сантос і Девід Калагам були налаштовані на режисуру та написання фільму разом з Емі Паскаль, яка повернулась як продюсер (як і у першому фільмі). Очікується, що інші продюсери першої частини Філ Лорд, Крістофер Міллер, Аві Арад та Христина Штейнберг також долучаться до продовження. Наступного місяця Паскаль розповіла, що фільм буде присвячений Моралесу і Гвен Стейсі, і між двома персонажами розвинуть романтичну лінію, яка була вирізана з першого фільму. Вона також додала, що продовження послужить і запуском раніше анонсованого жіночого спінофа за участю Стайнфелд в головній ролі.
У листопаді 2019 року Sony Pictures Entertainment офіційно підтвердила продовження, встановивши дату виходу на 8 квітня 2022 року. Було підтверджено, що Лорд і Міллер повернуться як продюсери. Вносячи зміни в розклад знімання у квітні 2020 через пандемію коронавірусу, Sony перенесла дату виходу фільму на 7 жовтня 2022. У лютому 2021 року Міллер повідомив, що вони з Лордом працюють над сценарієм фільму разом з Калагамом, а Пітер Ремсі виконуватиме обов'язки виконавчого продюсера для сиквела після співрежисування першого фільму. У квітні того ж року Кемп Паверс і Джастін Томпсон були оголошені співрежисерами сиквелу разом із Дос Сантосом, і всі троє працювали над проєктом із самого початку його розробки. Томпсон раніше працював художником та постановником у першому фільмі. Було підтверджено, що Арад і Стейнберг повернуться як продюсери разом з Лордом, Міллером і Паскалем, а також Алонзо Рувалькаба буде співпродюсером, а Адіті Суд буде виконавчим продюсером разом з Ремсі.
У грудні Лорд та Міллер повідомили, що фільм розділили на дві частини, оскільки вони написали історію і зрозуміли, що це забагато для одного фільму. Робота над обома частинами велася одночасно. У квітні 2022 року сиквели були перейменовані на «Людина-павук: Крізь Всесвіт» та «Людина-павук: За межами Всесвіту». Тоді дату випуску другого фільму було перенесено на 2 червня 2023 року.

### Кастинг
До грудня 2018 року Шеймейк Мур і Гейлі Стайнфелд повинні були повторити свої відповідні ролі Майлза Моралеса та Гвен Стейс. У серпні 2020 року Джейк Джонсон висловив надію, що зможе повторити свою роль Пітера Б. Паркера. Ісса Рей була обрана на роль Джесіки Дрю/Жінки-павука в червні 2021 року, Джонсон підтвердив, що повернеться до фільму, а Оскар Айзек підтвердив у грудні повторне виконання своєї ролі Міґеля О'Гара / Людина-павук 2099 зі сцени після титрів фільму «Людина-павук: Навколо всесвіту». Також у грудні Том Голланд, який грає Пітера Паркера / Людину-павука в кінематографічному всесвіті Marvel, розповів, що Паскаль звернулася до нього з проханням з'явитися у фільмі. Голланд і його колеги по фільму Зендея і Джейкоб Баталон висловили зацікавленість знятися в майбутніх фільмах. Джефф Снайдер з «The Ankler» у лютому 2023 року заявив, що Голланд з'явиться в живій сцені, і що його поява стала причиною перенесення фільму з 2022 на 2023 рік, проте це виявилося неправдою.
У квітні 2022 року було підтверджено, що Браян Тайрі Генрі та Луна Лорен Велез повторять свої ролі батьків Майлза з першого фільму. Лорд, Міллер і режисери оголосили в червні, що Джонатан Онн/Пляма буде головним антагоністом фільму, а Джейсон Шварцман озвучуватиме Пляму.

### Дизайн та анімація
Філ Лорд оголосив, що робота над дизайном нових персонажів у фільмі почалася в листопаді 2019 року, художник коміксів Кріс Анка пізніше підтвердив, що він займався дизайном персонажів у фільмі. У червні 2020 року провідний аніматор фільму Нік Кондо оголосив про початок виробництва. Різні всесвіти, які будуть у фільмі, були розроблені так, ніби кожен із них намальований іншим художником. Вивчення нових інструментів анімації після роботи над «Мітчелли супроти Машин» після першого фільму Лорд і Міллер амбітно використали їх для створення шести різних стилів анімації. Мета полягала в тому, щоб вразити глядачів щоразу, коли герої потрапляють у нове середовище, щоб фільм міг точно відображати його сюжет, а стилі створювали різні емоційні фони. Земля-65, дім Гвен Стейсі, була спроєктована так, щоб виглядати як «імпресіоністичні» акварельні картини. Команда аніматорів розробила симулятор для створення цього стилю та використала візуальну палітру, яка відображає емоції Гвен. Цей стиль також був задуманий Міллером, щоб нагадати авдиторії про обкладинки коміксу «Spider-Gwen». Однією з двох альтернативних Земель, які можна побачити в трейлері, була Земля-50101, яку знімальна група назвала «Мумбаттан» на честь Мумбаї та Мангеттена, оскільки цей світ оснований на одному з серії коміксів Gotham Entertainment Group «Людина-павук: Індія». Іншим був Нуєва-Йорк, футуристичний Нью-Йорк зі світу Марвел 2099, оснований на неофутуристичних ілюстраціях Сіда Міда. У травні 2023 року Джейк Джонсон розповів в інтерв'ю, що всесвіт Lego буде показаний у фільмі.
Дизайн Майлза в цьому фільмі було оновлено, щоб показати його ріст, як супергероя, а Гвен зробили нову зачіску та оновлений костюм. Рік Леонарді, співавтор фільму «Людина-павук 2099», був залучений для адаптації власного дизайну для фільму.

### Постпродукція
У травні 2023 року Пауерс повідомив, що фільм закінчиться кліфгенгером; другий співрежисер Дос Сантос порівняв його з оригінальною трилогією «Зоряних війн» «Зоряні війни: Імперія завдає удару у відповідь». Пауерс пояснив:
«Крізь Всесвіт» — сама по собі цільна історія, але безперечно закінчується дещо незрозуміло. Я вважаю, що це гарний кліфгенгер. Ми сподіваємося, що це гарна підказка про те, що буде в третьому фільмі, тому що ми хочемо, щоб люди були в захваті від того, що буде далі. З огляду на це, у цьому фільмі є багато ключових персонажів, і в цьому фільмі є історія, яка має власну арку, яку нам потрібно було завершити. 
У тому ж місяці Пауерс також заявив, що фільм не буде «прив'язаний» до кіновсесвіту Marvel. У фільмі Людина-павук 2099 робить пряме посилання на події «Людини-павука: Додому шляху нема», кажучи Ґвен "якби не Доктор Стрендж та той маленький ботанік на Землі-199999 ", водночас приписуючи події «Додому шляху нема» до вибуху колайдера з «Навколо всесвіту».

## Музика
У грудні 2020 року Деніел Пембертон підтвердив, що складе саундтрек для сиквелу, після того, як раніше зробив це для першого фільму. У грудні 2022 року Лорд та Міллер підтвердили, що Metro Boomin також будуть писати музику для мультфільму. Кілька інших артистів були підтверджені для саундтреку, включаючи Coi Leray, Swae Lee, Future, Don Toliver, James Blake, Offset, Wizkid, Lil Uzi Vert, 21 Savage, Lil Wayne, Nas і A$AP Rocky. Для японського релізу LiSA виконає оригінальну пісню «REALIZE». Новий сингл «Mona Lisa» Домініка Фіке був випущений 2 червня 2023 року.

## Маркетинг
У травні 2020 року Sony уклала рекламну співпрацю з компанією Hyundai Motor, щоб продемонструвати свої нові моделі та технології у фільмі.
У квітні 2023 року разом із випуском трейлера Sony опублікувала номер, за яким шанувальники можуть надіслати SMS, щоб приєднатися до «Товариства павуків», поставивши їм запитання. Також у травні вони створили згенеровану штучним інтелектом особисту вікторину, завдяки якій шанувальники могли отримати подарунки.
15 травня 2023 року було розпочато розпродаж різноманітних страв на тему «Spider-Verse» у співпраці з Burger King. Серед предметів, доступних під час рекламної акції, були Spider-Verse Whopper з червоною булочкою та Spider-Verse Sundae. 20 травня 2023 р. Nike випустила спеціальну ітерацію «Air Jordan 1 High OG», натхненну фільмом.  23 травня 2023 року Epic Games додала скіни Майлза Моралеса та Людини-павука 2099 у «Fortnite».

## Прем'єра

### Кінотеатри
Прем'єра фільму відбулася 1 червня 2023 року. Спочатку дата виходу була намічена на 8 квітня 2022, але вона була перенесена через пандемію COVID-19 на 7 жовтня 2022, перш ніж отримати поточну дату.
Міжнародний прокат фільму тривав з 31 травня 2023 року по 22 червня 2023 року.

### Стрімінгові платформи
У квітні 2021 року Sony підписала угоди з Netflix та Disney щодо прав на показ їхніх фільмів на своїх платформах у період з 2022 по 2026 роки після показу фільмів у кінотеатрах.

## Сприйняття

### Критики
На Rotten Tomatoes рейтинг 95 % із 264 відгуків критиків, що є позитивними із середнім рейтингом 8,7/10. Висновок сайту такий: «„Людина-павук: Крізь Всесвіт“, така ж візуально сліпуча та насичена діями, як і попередня частина, захоплює від початку та тримає до самого завершення».  Metacritic, який використовує середньозважену оцінку, поставив фільму 86 балів зі 100 на основі 58 критиків, що вказує на «загальне визнання».

### Касові збори
Станом на 26 червня 2023 року світові збори склали 607,3 млн доларів. Фільм перевищив загальні збори попереднього мультфільму у 384 мільйони доларів лише через 12 днів після прокату.

## Нагороди
| Нагорода                                                 | Дата           | Категорія                            | Номінант(и)                                        | Результат | Прим.  |
| -------------------------------------------------------- | -------------- | ------------------------------------ | -------------------------------------------------- | --------- | ------ |
| «Золотий трейлер»                                        | 29 червня 2023 | Найкращий анімаційний сімейний фільм | «Людина-павук: Крізь Всесвіт»                      | Перемога  | [ 45 ] |
| Асоціація кінокритиків Голлівуду «Midseason Film Awards» | 30 червня 2023 | Найкращий режисер                    | Хоакім Дос Сантос, Кемп Пауерс, Джастін К. Томпсон | Перемога  | [ 46 ] |
| Асоціація кінокритиків Голлівуду «Midseason Film Awards» | 30 червня 2023 | Найкращий фільм                      | «Людина-павук: Крізь Всесвіт»                      | Перемога  | [ 46 ] |
| Асоціація кінокритиків Голлівуду «Midseason Film Awards» | 30 червня 2023 | Найкращий сценарій                   | Філ Лорд, Крістофер Міллер, Дейв Каллахем          | Номінація | [ 46 ] |
| MTV Millennial Awards                                    | 6 серпня 2023  | Найпопулярніший фільм року           | «Людина-павук: Крізь Всесвіт»                      | Номінація | [ 47 ] |

## Спіноф
У листопаді 2018 року розпочалася розробка фільму про «Жінок-павучих», в якому основну увагу буде приділено трьом поколінням жіночих персонажів, пов'язаних з павуками. Бек Сміт був налаштований написати сценарій до спінофу, а Лорен Монтгомері вела перемовини про його режисуру. Наступного місяця Паскаль оголосив, що фільм буде присвячений персонажам Гвен Стейсі / Гвен-павуку, Сінді Мун / Шовку та Джесіці Дрю / Жінці-павуку, і що продовження «Через всесвіт» послужить стартом для спінофу.

### Манґа
29 травня 2023 року було оголошено, що серія манґи під назвою «Людина-павук: Дівчина-восьминіг», яку написав Хідеюкі Фурухасі та проілюстровав Беттен Корт, вийде 20 червня на вебсайті та в додатку Shōnen Jump+ Shueisha. Історія обертається навколо Доктора Восьминіга, який впадає в кому та прокидається в тілі молодого японського школяра Отохи Окутамії.